# Lha
Pour les articles homonymes, voir LHA.
LHA est un logiciel de compression de données, très populaire sous DOS, particulièrement au Japon, où il a été développé.
La dernière version (2.67) fut écrite par Haruyasu Yoshizaki, en 1995.
Les fichiers générés par cet utilitaire portent l'extension .LZH.
Il existe une version pour UNIX, LHa 1.14i, ainsi que jLHA écrit en Java.
Le portage sur Amiga a été effectué par Stefan Boberg sous le nom de LhA et est le format d'archivage principal utilisé sur cette plateforme avec l'extension ".lha", en particulier sur Aminet, le dépôt le plus important de logiciels pour Amiga.